# Massenmorde in Lemberg im Sommer 1941

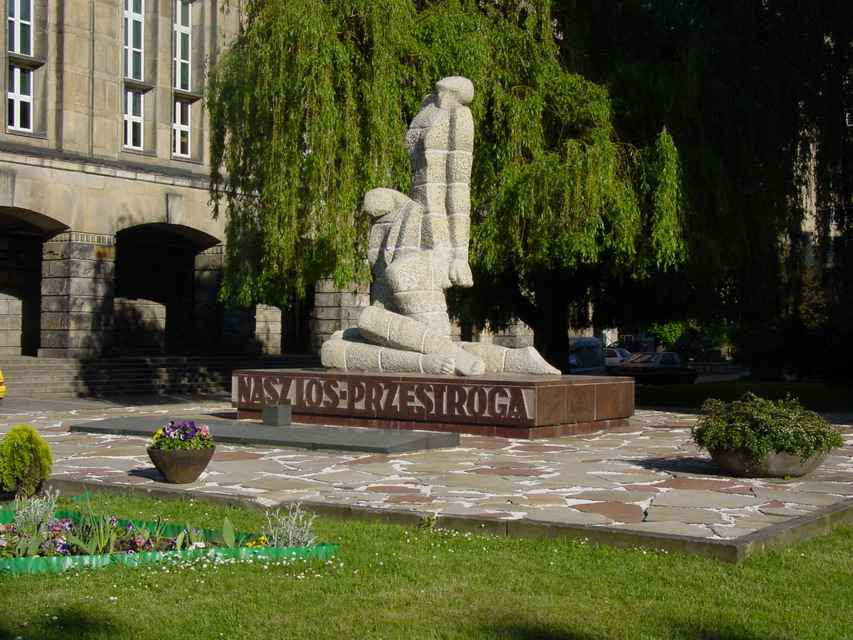
Mahnmal der ermordeten Lemberger Professoren in Breslau, Polen. Aufschrift: Unser Schicksal ist eine Warnung

Infolge des deutschen Angriffs auf die Sowjetunion am 22. Juni 1941 kam es zu mehreren Massenmorden in der von Polen beim Polnisch-Sowjetischen Krieg eroberten Stadt, inzwischen aber von der Sowjetunion zurückeroberten Stadt Lemberg.

## Vorgeschichte

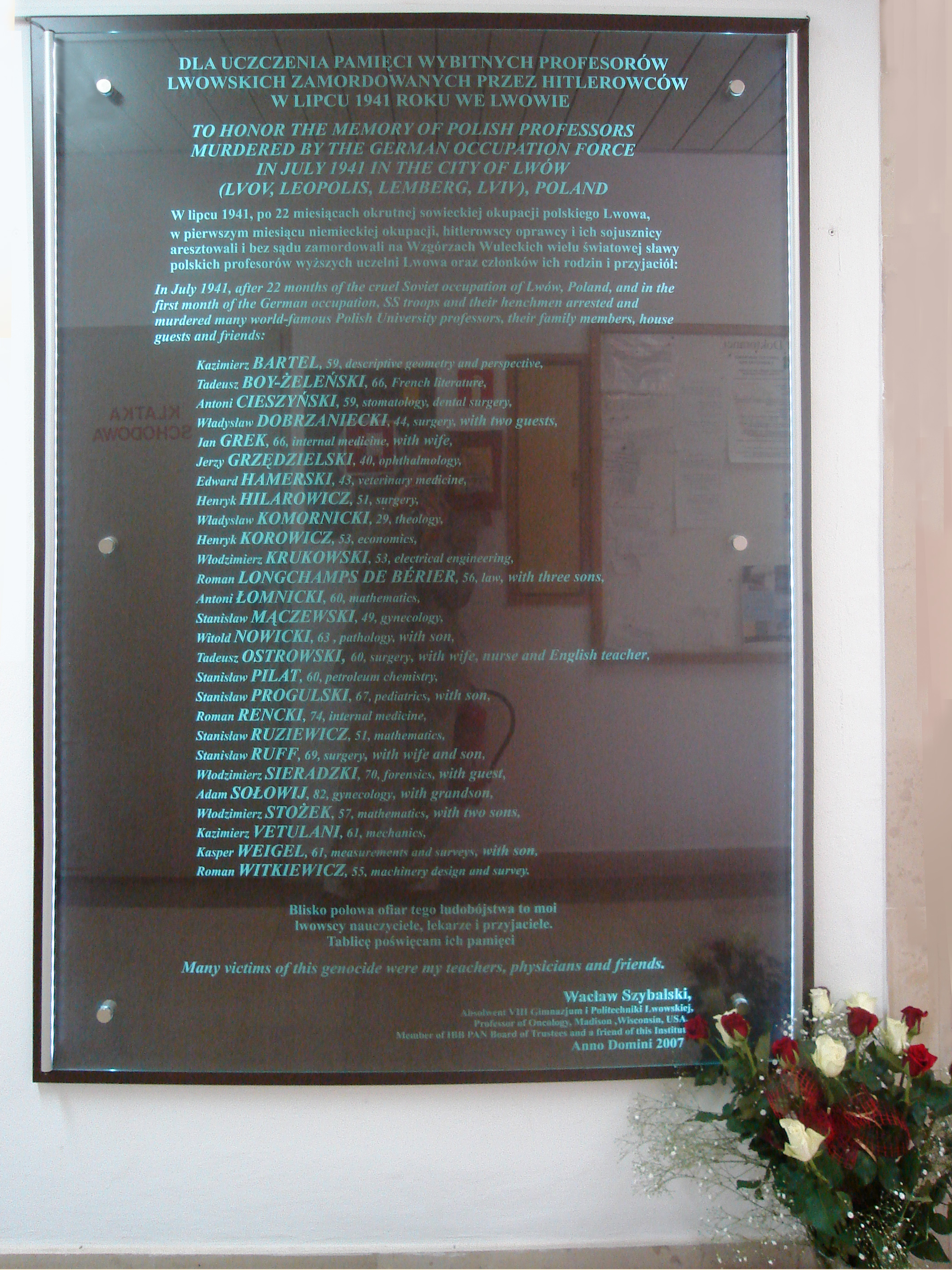
Gedenktafel in Warschau zur Ermordung von Lemberger Professoren im Juli 1941

Einige Wochen nach dem Beginn des deutschen Überfalls auf Polen im September 1939 wurde Lemberg infolge des Hitler-Stalin-Pakts von der Roten Armee besetzt. Zu der Zeit wohnten in der Stadt etwa 160.000 Polen, 110.000–150.000 Juden und 50.000 Ukrainer. Einige polnische Professoren konnten ihren Lehrstuhl behalten.
Nach dem deutschen Angriff auf die Sowjetunion am 22. Juni 1941 wurde am 30. Juni Lemberg von der Wehrmacht besetzt. Eine Woche vor der Einnahme der Stadt hatten Angehörige des NKWD etwa 4000 politische Gefangene in den Lemberger Gefängnissen ermordet.
Als erste deutsche Truppe erreichte um 4:00 Uhr am Morgen des 30. Juni 1941 ein Spähtrupp des I. Bataillons des Gebirgsjäger-Regiments 99 der 1. Gebirgs-Division kampflos die Zitadelle der Stadt. Den Hauptstoß führte das III. Bataillon des Gebirgsjäger-Regiments 98 derselben Division unter Befehl von Major Josef Salminger. Die Rote Armee hatte die Stadt widerstandslos geräumt.
Am 25. und 26. Juni 1941 hatte es einen Aufstand ukrainischer Nationalisten gegeben, die in den Deutschen die Befreier ihres Landes von der Sowjetherrschaft sahen. Viele von ihnen waren daraufhin von Angehörigen des NKWD in den Lemberger Gefängnissen inhaftiert worden. Aufgrund des raschen Vormarsches der deutschen Truppen und fehlender Transportmittel hatte sich das NKWD entschlossen, die Mehrheit der 5000 politischen Häftlinge zu ermorden. Viele waren durch Genickschuss getötet worden, andere fand man erschlagen, missbraucht, misshandelt und verstümmelt vor. Unmittelbar nach der Eroberung von Lemberg (30. Juni bis 8. Juli 1941) sind Aussagen dazu von Überlebenden, von obduzierenden deutschen Ärzten, dem Ukrainischen Roten Kreuz und anderen Institutionen vor einem deutschen Kriegsgericht unter Eid gemacht und protokolliert worden. Viele der Leichen wurden von Wehrmachtsberichterstattern fotografiert. Diese Bilder wurden mit dem „grundsätzlichen Einverständnis des Führers“ für Propagandazwecke genutzt.

## Lemberger Pogrom

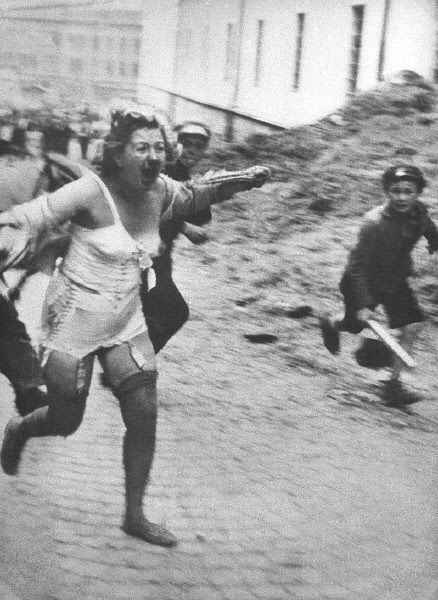
Lemberger Mob verfolgt jüdische Frau

Schon um die Mittagszeit des 30. Juni 1941 war die Stadt endgültig in der Hand der Wehrmacht, und die Leichenschau in den drei Hauptgefängnissen wurde beendet. Obwohl sich deutsche Ärzte aufgrund der fortgeschrittenen Verwesung dagegen ausgesprochen hatten, die NKWD-Opfer von Angehörigen identifizieren zu lassen, war das Auslegen der Leichen ein Teil einer antisemitischen Inszenierung. Viele Juden wurden gezwungen, auf den Knien zu den Leichen zu kriechen und sie zu waschen. Divisionskommandeur Generalmajor Hubert Lanz inspizierte die Stadt, und auf Flugblättern und Plakaten wurde pauschal „jüdischen Bolschewiken“ die Verantwortung für die Morde zugeschoben. Unmittelbar danach kam es zu massiven Ausschreitungen gegen die jüdische Bevölkerung. Dabei tat sich vor allem die ukrainische Miliz OUN hervor. Sie verhaftete Juden und trieb sie zu den Gefängnissen. Auch auf Befehl von deutschen Offizieren wurde zum Pogrom aufgehetzt. Zivilisten und Bewaffnete prügelten auf die Juden ein.
Weder Lanz noch der mit umfangreichen Vollmachten ausgestattete Stadtkommandant Oberst Karl Wintergerst unternahmen etwas gegen das Pogrom. Major Salminger führte sogar die Gebirgsjäger seines Bataillons an die Mordstätten, um sie dort auf die „völlige Vernichtung und Ausrottung der jüdisch-kommunistischen Verbrecherbande“ einzuschwören.
Wie viele Angehörige der Wehrmacht an dem Pogrom teilnahmen, ist nicht mehr genau festzustellen. Bei der Aktion wurde am 30. Juni und 1. Juli eine unbekannte Zahl von Juden misshandelt und mehrere hundert ermordet. Anschließend traf die Einsatzgruppe C in Lemberg ein. Sie mordete planmäßiger, erschoss in der Stadt selber 100 und am Stadtrand weitere 3000 Juden.

## Lemberger Professorenmord

### Verlauf

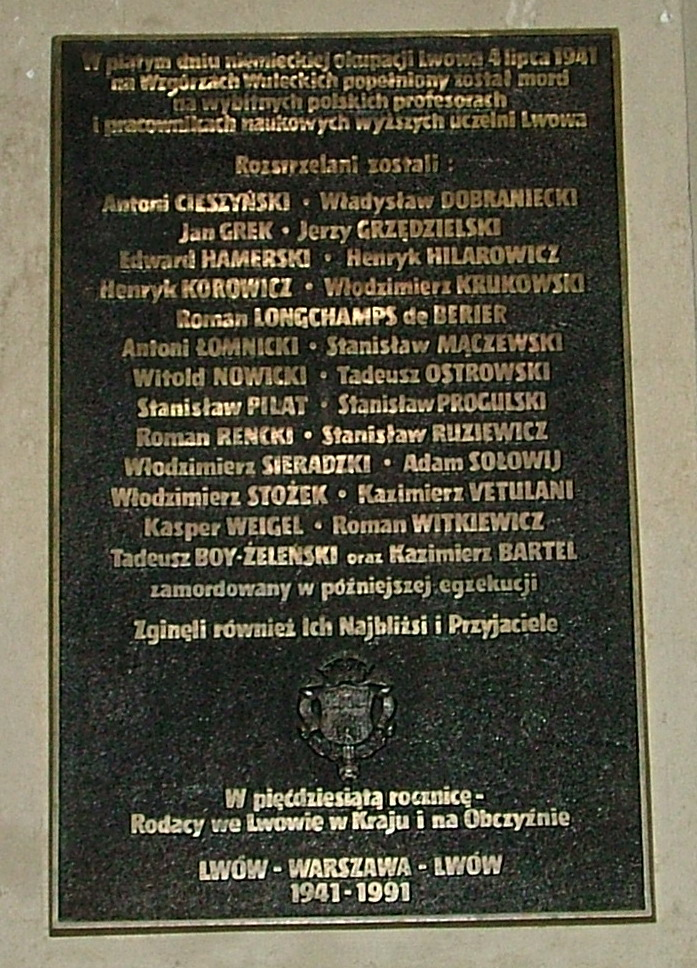
Gedenktafel in der römisch-katholischen Kathedrale in Lemberg

Gleichzeitig wurde mit Hilfe ukrainischer Studenten eine Liste von Lemberger Professoren polnischer Abstammung angefertigt. In der Nacht vom 3. zum 4. Juli wurden 22 Professoren zum Teil samt ihren Familienangehörigen und allen Personen, die sich in ihren Wohnungen aufhielten, von der Gestapo unter dem Befehlshaber der Einsatzgruppe zur besonderen Verfügung (z. b. V.), dem damaligen SS-Oberführer Karl Eberhard Schöngarth, verhaftet und 21 Professoren, darunter Antoni Cieszyński, Antoni Łomnicki, Włodzimierz Stożek und Tadeusz Boy-Żeleński, zusammen mit 13 Angehörigen noch in der gleichen Nacht erschossen. Am 12. Juli wurden zwei weitere Professoren ermordet.
Man vermutete, dass bei dem Verbrechen auch Raubmotive eine Rolle spielten, weil die Wohnungen selbst geplündert und die Kunst- und Wertgegenstände geraubt wurden. Die Beteiligung von Ukrainern beziehungsweise des Bataillons Nachtigall an diesen Verhaftungen ist umstritten.

### Aufarbeitung
Unmittelbare Verantwortung für diesen Mord wird vom polnischen Institut für Nationales Gedenken dem Brigadeführer Karl Eberhard Schöngarth, der auch schon für die Verhaftung der Professoren der Jagiellonen-Universität im Rahmen der Sonderaktion Krakau im November 1939 verantwortlich gewesen war, sowie dem SS-Hauptsturmführer Hans Krüger zugeschrieben; dessen unmittelbare Teilnahme bei der Erschießung ist jedoch nicht nachweisbar. Der „Nazijäger“ Simon Wiesenthal fahndete nach dem Gestapochef und stellvertretenden Dienststellenleiter in Drohobytsch, dem SS-Untersturmführer Walter Kutschmann, den er als Leiter des Exekutionskommandos aus sieben namentlich bekannten Tatbeteiligten bezeichnete. Dieser lebte als Pedro Ricardo Olmo in Buenos Aires und starb dort 1986, bevor über eine Auslieferung entschieden wurde.
Eine Mitwirkung des späteren Bundesministers für Vertriebene Theodor Oberländer vom ukrainischen Bataillon Nachtigall, dessen Soldaten an den Verhaftungen beteiligt waren, gilt heute als unwahrscheinlich. Ein Urteil der DDR von 1960, das ihn als Mörder von Lemberg verurteilte, wurde vom Landgericht Berlin 1993 wegen formaler Mängel aufgehoben. Ende 1997 schloss die zuständige Kölner Staatsanwaltschaft, die von 1996 bis 1998 weitere Nachforschungen anstellte, die Ermittlungen zu Oberländers Rolle im Bataillon Nachtigall ab. Nach Oberländers Tod am 4. Mai 1998 stellte sie auch die restlichen Ermittlungen ein, die sie gegen ihn wegen des Vorwurfs weiterer Massaker im Kaukasus geführt hatte.
Im weiteren Verlauf der deutschen Besatzung wurden 110.000 bis 120.000 Lemberger Juden von den Besatzern ermordet.

### Die Opfer
Verwendete Abkürzungen:
- UJK = Uniwersytet Jana Kazimierza (Universität von Lwiw, jetzt Nationale Iwan-Franko-Universität Lwiw)
- PSP = Państwowy Szpital Powszechny (Staatliches Krankenhaus)
- PL = Politechnika Lwowska (Lwiw Polytechnische, jetzt Nationale Polytechnische Universität Lwiw)
- AWL = Akademia Weterynaryjna We Lwowie (Tierärztliche Akademie in Lwiw)
- AHZ = Akademia Handlu Zagranicznego We Lwowie (Akademie für Außenhandel in Lwiw)

Ermordet in den Wulka-Hügeln
1. Antoni Cieszyński, Professor für Stomatologie UJK
2. Władysław Dobrzaniecki, Leiter des ord. Oddz. Chirurgische PSP
3. Jan Grek, Professor für Innere Medizin, UJK
4. Maria Grekowa, Ehefrau von Jan Grek
5. Jerzy Grzędzielski, Leiter des Instituts für Augenheilkunde, UJK
6. Edward Hamerski, Chef der Inneren Medizin, AWL
7. Henryk Hilarowicz, Professor für Chirurgie, UJK
8. Pfarrer Władysław Komornicki, Theologe, Verwandter der Familie Ostrowski
9. Eugeniusz Kostecki, Ehemann von Dobrzanieckis Diener
10. Włodzimierz Krukowski, Leiter des Instituts für Elektrische Messtechnik, PL
11. Roman Longchamps de Bérier, Leiter des Instituts für Zivilrecht (Civil Law (Rechtssystem)), UJK
12. Bronisław Longchamps de Bérier, Sohn von Longchamps de Bérier
13. Zygmunt Longchamps de Bérier, Sohn von Longchamps de Bérier
14. Kazimierz Longchamps de Bérier, Sohn von Longchamps de Bérier
15. Antoni Łomnicki, Leiter des Instituts für Mathematik, PL
16. Adam Mięsowicz, Enkel von Prof. Sołowij
17. Witołd Nowicki, Dekan der Fakultät für Anatomie und Pathologie, UJK
18. Jerzy Nowicki, Assistent am Institut für Hygiene, UJK, Sohn von Witołd Nowicki
19. Tadeusz Ostrowski, Chef des Instituts für Chirurgie, UJK
20. Jadwiga Ostrowska, Ehefrau von Tadeusz Ostrowski
21. Stanisław Pilat, Leiter des Technologieinstituts von Erdöl und Erdgas, PL
22. Stanisław Progulski, Kinderarzt, UJK
23. Andrzej Progulski, Sohn von Progulski
24. Roman Rencki, Chef des Instituts für Innere Medizin, UJK
25. Stanisław Ruff, Chef der Abteilung für Chirurgie des Jüdischen Krankenhauses
26. Anna Ruffowa, Ruffs Ehefrau
27. Adam Ruff, Ruffs Sohn
28. Włodzimierz Sieradzki, Dekan der Fakultät für Gerichtsmedizin, UJK
29. Adam Sołowij, ehemaliger Chef der Abteilung für Gynäkologie und Geburtshilfe der PSP
30. Włodzimierz Stożek, Dekan der Fakultät für Mathematik, PL
31. Eustachy Stożek, Assistent am Politechnika Lwowska, Sohn von Włodzimierz Stożek
32. Emanuel Stożek, Sohn von Włodzimierz Stożek
33. Tadeusz Tapkowski, Rechtsanwalt
34. Kazimierz Vetulani, Dekan der Fakultät für Theoretische Mechanik, PL
35. Kasper Weigel, Leiter des Institute of Measures, PL
36. Józef Weigel, Sohn von Kasper Weigel
37. Roman Witkiewicz, Leiter des Instituts für Maschinen, PL
38. Tadeusz Boy-Żeleński, Schriftsteller und Gynäkologe, Chef des Instituts für Französische Literatur

Ermordet im Hof von Bursa Abrahamowiczów, einer ehemaligen Schule, heute ein Krankenhaus
1. Katarzyna Demko, Englischlehrerin
2. Stanisław Mączewski, Leiter der Abteilung für Gynäkologie und Geburtshilfe der PSP
3. Maria Reymanowa, Krankenschwester
4. Wolisch (Vorname unbekannt), Kaufmann

Am 12. Juli ermordet
1. Henryk Korowicz, Chef des Instituts für Wirtschaftswissenschaften, AHZ
2. Stanisław Ruziewicz, Leiter des Instituts für Mathematik, AHZ

Am 26. Juli im Gefängnis Brygidki ermordet
1. Kazimierz Bartel, ehemaliger Premierminister Polens, ehemaliger Rektor von PL, Vorsitzender der Abteilung der Geometrie, PL

Einziger Überlebender der Verhafteten
1. Franciszek Groër, Prof. für Kinderheilkunde und Leiter der Kinderklinik, verheiratet mit Cecily Cunnings, einer Engländerin.